# Salomon van der Paauw

Plattegrond van Leyden uit 1825 met kleuren voor de diverse 'gebuurten', door Salomon van der Paauw.

Salomon van der Paauw (Haarlem, 10 juni 1794 – Leiden, 20 maart 1869) was een Nederlandse landmeter, cartograaf, waterbouwkundige, architect en tuinarchitect. Van 17 augustus 1816 tot 31 december 1862 was hij stadsarchitect van Leiden. 
Naast gebouwen heeft hij ook bruggen (zoals de overkapping van de Koorn(beurs)brug), het Plantsoen en begraafplaatsen in Leiden (Groenesteeg) en Noordwijk ontworpen. Daarnaast maakte hij ook plattegronden, onder andere van Haarlem en Leiden.

## Biografie
Van der Paauw, telg uit het geslacht Van der Paauw, werd op 10 juni 1794 in de stad Haarlem geboren als de tweede zoon van Gerrit Aryszoon van der Paauw (1765-1828) en Anna Hillegonda Claerhout (1769-1851). Hij huwde in 1816 met Wilhelmina van der Plaat (1790-1847).
Van der Paauw voltooide in 1809 op vijftienjarige leeftijd zijn meet- en landbouwexamens en werd vervolgens tot landmeter beëdigd voor drie jaar te 's-Gravenhage bij de voorloper van het huidige Rijkswaterstaat de Service des Ponts et Chausées. Daarna was hij achtereenvolgens in 1814 werkzaam op het bureau van hoofdingenieur Arie Blanken te Gouda en vanaf maart 1815 in Gorinchem, waar hij zich verder bekwaamde in de bouw van sluizen en dijken.
Tijdens de winter van 1815-1816, waarin Nederland te maken had met uitzonderlijk hoge waterstanden toonde Van der Paauw zich verdienstelijk voor het waterschap, waarvoor hij geldelijk beloond werd door de minister met fl. 52,-.
In 1816 trouwde hij met Wilhelmina van der Plaat (1790-1847). In september 1816 werd hij beëdigd tot stadsarchitect van Leiden met een jaarsalaris van fl. 1500. Hij bleef stadsarchitect tot zijn pensioen in 1862, waarna hij in 1863 werd opgevolgd door zijn voormalige student, Jan Willem Schaap.
Van der Paauw ligt begraven op de door hem ontworpen Begraafplaats Groenesteeg in Leiden.

## Familie
- De moeder van Gerard Adriaan Heineken, Anna Geertruida van der Paauw, was de jongere zus van Salomon van der Paauw.

## Bouwwerken
| Naam                                 | Bouwjaar | Adres               | Plaats | Bijzonderheden                 | Afbeelding |
| ------------------------------------ | -------- | ------------------- | ------ | ------------------------------ | ---------- |
| De overkapping van de Koornbeursbrug | 1825     | Nieuwe Rijn 23 ong. | Leiden | Rijksmonument sinds 2 mei 1968 |            |

- Biografisch Portaal: 06018797
- Gemeinsame Normdatei: 1127241524
- International Standard Name Identifier: 0000 0003 9058 3694
- Nederlandse Thesaurus van Auteursnamen: 070462135
- RKD-Nederlands Instituut voor Kunstgeschiedenis: 61381
- Virtual International Authority File: 284238209
- WorldCat: E39PBJdrKhtDGj96myC9T4qxXd